# Нгуен Тхань Нги
Нгуен Тхань Нги (вьет. Nguyễn Thanh Nghị, род. 20 октября 1952 года) — доктор физико-математических наук (1989), профессор (1991), организатор и активный участник Вьетнамской Ассоциации выпускников Ленинградского электротехнического института им. В. И. Ульянова (Ленина). Иностранный член Российской Академии естественных наук (1996).
Почётный профессор Санкт-Петербургского государственного электротехнического университета (2011).

## Биография
Родился 20 октября 1952 года в провинции Тханьхоа, Вьетнам.
В 1976 году Нгуен Тхань Нги окончил электрофизический факультет Ленинградского электротехнического института (ЛЭТИ) по специальности «диэлектрики и полупроводники».
С 1976 по 1979 год — научный сотрудник Института физики Академии наук Вьетнама. Был научным сотрудником Института космических исследований (ИКИ) АН СССР (1980—1983). С 1984 по 1986 год заведовал отделом полупроводниковых материалов, с 1988 по 1990 годы — отделом кристаллических материалов Института физики Академии наук Вьетнама.
1986—1988 — работал старшим научным сотрудником Института электронной физики Академии наук ГДР.
Нгуен Тхань Нги был ведущим научным сотрудником Института проблем кибернетики (ИПК) РАН и заместителем директора Международной Лаборатории проблем информационных технологий (1991—1992).
Работал главным научным сотрудником Института материаловедения Академии наук Вьетнама и был помощником Президента Академии наук Вьетнама с 1993 по 2002 год.
1996—1999 — Нгуен Тхань Нги ведущий научный сотрудник Института высокопроизводительных вычислительных систем (ИВВС) РАН, с 1999 по 2002 год был ведущим научным сотрудником Института микропроцессорных вычислительных систем (ИМВС) РАН.
С 1996 по 2002 год был главным координатором по совместным научным проектам сотрудничества между Академией наук Вьетнама и РАН в области металлургии, телекоммуникации и информатики.
С 2005 года Нгуен Тхань Нги работал начальником отдела научных исследований и международного сотрудничества Ханойского открытого университета; проректор Ханойского открытого университета (2007).
Нгуен Тхань Нги является руководителем дипломных и диссертационных работ во Вьетнаме, России, на Украине, он координатор Программы научно-технологического сотрудничества между Академией наук Вьетнама и РАН.
2004 — представитель Санкт-Петербургского государственного электротехнического университета в Ханойском технологическом университете (ХТУ).
2005 — представитель Российского государственного технологического университета.
2002—2011 — Нгуен Тхань Нги координатор совместной образовательной программы ЛЭТИ-ХТУ по направлению «Информатика и вычислительная техника»; в рамках этой программы успешно закончили обучение и получили дипломы бакалавров 435 вьетнамских граждан.
2005—2013 — Нгуен Тхань Нги является руководителем совместной образовательной программы МАТИ-ХОУ по направлению «Информатика и вычислительная техника».
Нгуен Тхань Нги опубликовал 58 научных работ во Вьетнаме, России, Англии, США, Италии, Германии, Франции.
Работает в Ханойском открытом университете (ХОУ) при Министерстве образования и подготовки кадров Вьетнама.

## Награды и звания
- В 1985 и 1987 годах награждён двумя научными премиями Академии наук Вьетнама;
- Член Европейской Ассоциации низко-гравитационного исследования (European Low-Gravity Research Association — ELGRA) (1991);
- Член редакционной коллегии международного журнала «Программные Продукты и Системы» («Software & Systems») (1992);
- Иностранный член Российской Академии естественных наук (1996);
- Почётный профессор Санкт-Петербургского государственного электротехнического университета (2011).

## Научные работы за2008—2014
- Kukharev G., Nguyen Thanh Nghi, Nguyen The Binh. Architecture of Face Retrieval System from Large Database of Face Images. Intern. Conf. on Scientific Research in Open Univ, «HS-IC2007», CatBa Island, Vietnam, 2007, pp. 211—220.
- Reshetnikov V. N., Nguyen Thanh Nghi.Internet Technologies in the Distance and Open Education. Presented at the International Conf. on Scientific Research in Open and Distance Education, Hanoi, Vietnam 30—31 October, 2008.
- Nguyen Thanh Nghi, Grabilnikov A. S. Methodological Bases of Joint Training Programs for IT-Professionals in Hanoi Open University (Vietnam) and Russian State Technological University MATI after K.E. Tsiolkovsky (Russia). Presented at the Intern. Conf. on Scientific Research in Open And Distance Education, Hanoi, Vietnam 30—31 October, 2008.
- Nguyen Thanh Nghi, Phan The Hung. Virtual Reality Modelling Language Applications in Education. Presented at the National Conf. on Open And Distance Education, Hanoi, Vietnam 28—30 October, 2009.
- Nguyen Thanh Nghi, Phan The Hung. Virtual Studio Applications in Education. Presented at the National Conf. on Open And Distance Education, Hanoi, Vietnam 28—30 October, 2009.
- Nguyen Thanh Nghi, Nguyen Hoai Giang, Dang Hai Dang. Redefining the role of Open Universities in the context of learning society: The case of Hanoi Open Univ.. The 25th ICDE World Conf. on Open and Distance Education, Tianjin Open Univ., China, on 16-18 October 2013.
- Nguyen Thanh Nghi, Phan The Hung. Methods Toward E-learning and Innovative Education Using Virtual Reality. Programmnye Produkty i Sistemy [Software & Systems], 2014, no. 1, pp. 205—208 (in Russ.).